# Apicius (1. Jahrhundert v. Chr.)
Apicius war ein römischer Feinschmecker. Der ausschweifende Luxus seiner Gelage und Schmausereien wurde in den 90er Jahren des 1. Jahrhunderts v. Chr. von niemandem in Rom übertroffen.
Nach Poseidonios veranlasste Apicius die Verbannung von Publius Rutilius Rufus, einem Historiker, der für die Einfachheit seiner Tafel bekannt war.
Apicius war offenbar kein Gentilname, sondern ein Beiname, den auch zwei weitere römische Feinschmecker trugen, nämlich Marcus Gavius Apicius und ein weiterer Apicius des 2. Jahrhunderts. Ob dieser Name durch ihn die Bedeutung „Feinschmecker“ erhielt oder schon vorher eine entsprechende Bedeutung hatte, ist nicht ganz klar. Denkbar ist „Kahlkopf“ als Bedeutung des Spitznamens (von apica „Schaf, das am Bauch keine Wolle hat“ und apiciosus „Kahlkopf“).